# يوسف محمد صادق
يوسف محمد صادق عبد القادر، رئيس برلمان كردستان العراق السابق(معزول)، من مواليد عام 1978 في مدينة السليمانية في شمال العراق، حائز على شهادة الماجستير في السياسة الدولية من جامعة النهرين في بغداد 2007، و الدكتوراه في علم الفلسفة السياسية وعنوان أطروحته للدكتوراه هو (التأثير على السياسة المستقبلية لاقليم كردستان العراق).

## شهادات و مناصب
- حاصل على شهادة الماستر في السياسة الدولية من جامعة النهرين سنة 2007.
- حاصل على شهادة الدكتوراه في علم الفلسفة السياسية.
- رئيس قسم العلوم السياسية سابقاً في كلية العلوم السياسية والاجتماعية جامعة السليمانية.
- منظّم حركة هەتا کەی (إلى متى) 2007-2009.
- تولّى رئاسة برلمان إقليم كردستان العراق في 29/4/2014.

كما قام بتنظيم لجنة اكاديمية وقانونية بشأن مراجعة مشروع دستور اقليم كردستان في عام 2008، كما قام أيضا بمراجعة دستور كردستان في عام 2009 من قبل شركة (ووشه) وتمت طباعته.
اشترك في مشروع المعارضة بشأن تعديل مشروع دستور اقليم كردستان ومشروع الموازنة وبعض القوانين التي عملت عليها المعارضة، وفي عام 2010 قام بتشكيل غرفة للبحث السياسي لحزب التغيير (گۆڕان) وتمثيل دائرة المجلس الوطني للحركة.